# Arhiducele Maximilian de Austria–Este

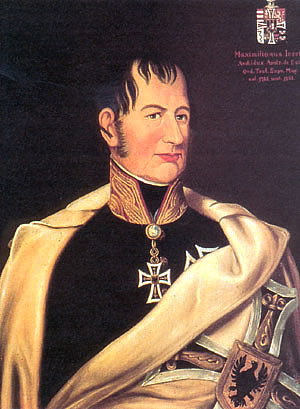
Maximilian de Austria-Este.

Arhiducele Maximilian Joseph de Austria-Este (14 iulie 1782 – 1 iunie 1863), a fost al patrulea fiu al Arhiducelui Ferdinand de Austria-Este și fratele mai mic al lui Francisc al IV-lea, Duce de Modena. A fost mare maestru al Cavalerilor Teutoni din 1835 până în 1863.